# Dysoxylum perryanum
Dysoxylum perryanum är en tvåhjärtbladig växtart som beskrevs av Jean Baptiste Louis Pierre. Dysoxylum perryanum ingår i släktet Dysoxylum och familjen Meliaceae. Inga underarter finns listade i Catalogue of Life.